# 2011 QF99
2011 QF99 è stato il primo asteroide troiano di Urano ad essere scoperto.

Il diagramma mostra i cinque punti di Lagrange nel sistema Sole-Urano: libra attorno al punto L_{4}.

Il corpo celeste è stato scoperto nel 2011 durante una intensa ricerca di oggetti transettuniani effettuata dal Canada-France-Hawaii Telescope, uno dei telescopi dell'Osservatorio di Mauna Kea.
Il suo diametro stimato è di circa 60 km, assumendo un'albedo di 0,05.
2011 QF99 libra attorno al punto di Lagrange L4 di Urano precedendo il pianeta nella sua orbita attorno al Sole, e qui rimarrà per almeno 70000 anni; successivamente resterà in configurazione co-orbitale con il pianeta per circa tre milioni di anni prima di tornare ad essere un centauro. È infatti molto probabile che l'asteroide sia stato catturato tempo fa nell'orbita del pianeta.
Come detto, la sua posizione è prossima al punto di Lagrange L4 del sistema Sole-Urano. I punti di Lagrange sono punti di equilibrio in un sistema dinamico a due corpi, di cui uno molto più massiccio dell'altro, com'è nel caso del Sole e di Urano. Nello specifico, il punto L4 precede il pianeta nella sua orbita e può essere individuato approssimativamente dall'intersezione dell'orbita di Urano con una retta che ha origine nel centro di massa del sistema ed è inclinata di 60° rispetto alla retta che congiunge il pianeta al Sole.
Gli asteroidi troiani non occupano esattamente un punto di Lagrange, ma librano attorno ad essi, percorrendo dei circuiti elongati attorno al punto stesso se osservati in un sistema di riferimento rotante in cui il pianeta ed i punti di Lagrange risultano stazionari.
Prima di 2011 QF99, sono stati scoperti asteroidi troiani di Giove, di Nettuno, di Marte e della Terra.